# إليزا بونابرت
إليزا بونابرت (بالفرنسية: Élisa Bonaparte) اسمها بالكامل: ماري آن إليزا بونابرت باتشوكي ليفوا، أميرة فرنسية ودقة لوكا وأميرة بيومبينو ودوقة توسكانا الكبرى وكونتة كومبينيانو (3 يناير 1777 - 7 أغسطس 1820) كانت الطفل الرابع الحي وأكبر بنات كارلو بونابرت وليتيزيا رامولينو، مما يجعلها الشقيقة الصغرى لنابليون بونابرت. أشقاؤها الأكبر هم جوزيف ولوسيان بينما الأصغر فهم لويس وبولين وكارولين وجيروم.
كانت رابع طفل والابنة الكبرى لكارلو بونابرت وليتيزيا رامولينو. كانت إليزا أخت نابليون بونابرت الصغرى، ولديها أخوان أكبر منها، جوزيف ولوسيان، وأخوات أصغر، لويس وبولين وكارولين وجيروم.
بصفتها أميرة لوكا وبيومبينو، ثم دوقة توسكانا الكبرى، أصبحت إليزا أخت نابليون الوحيدة التي تمتلك سلطة سياسية. كانت علاقاتهما متوترة في بعض الأحيان بسبب لسانها الحاد، وكانت شديدة الاهتمام بالفنون، ولا سيما المسرح، وشجعت على ذلك في المناطق التي حكمتها.

## حياتها

### شبابها
ولدت إليزا في أجاكسيو، كورسيكا. عُمدت باسم ماريا آنا، لكنها اعتمدت رسميًا في وقت لاحق لقب «إليزا» (أطلق شقيقها لوسيان، الذي كانت قريبة جدًا منه في طفولتها، اسم إليزا). في يونيو 1784، التحقت بعد حصولها على منحة دراسية في ميزون رويال دو سان لويس في سانت سير إكول، وكان شقيقها نابليون كثير زيارتها. في أعقاب الثورة الفرنسية، أصدر المجلس التشريعي قرارًا بإغلاق الدار في 16 أغسطس 1792 إذ أغلقت المؤسسات المرتبطة بالطبقة الأرستقراطية. غادرت إليزا في 1 سبتمبر مع نابليون للعودة إلى أجاكسيو.
نحو عام 1795، انتقلت عائلة بونابرت إلى مرسيليا. هناك تعرفت إليزا على فيليتشي باسكالي باتشوكي (الذي تبنى لاحقًا لقب ليفوي)، وهو ضابط في الجيش الفرنسي ونقيب في رويال كورس من عائلة نبيلة فقيرة كورسيكية، فُصل من رتبته مع اندلاع الثورة الفرنسية.

### زواجه وعائلته
تزوجت إليزا من ليفوي في حفل مدني في مرسيليا في 1 أغسطس 1797، تلاها حفل ديني في مومبيلو، حيث كان نابليون يمتلك فيلا. انتقل مع عائلته في يونيو 1797 للعيش هناك. قلقًا بشأن سمعة باتشوكي كقبطان فقير، كان لدى نابليون بعض التحفظات الأولية حول اختيار أخته لزوجها. أقيم حفلهم الديني في نفس يوم زواج أختها بولين من الجنرال فيكتور إيمانويل لوكلير.
في يوليو، رُقي باتشوكي إلى رتبة رائد عسكري، مع سيطرته على قلعة في أجاكسيو. في عام 1799، انتقلت عائلة بونابرت بأكملها إلى باريس. أقامت إليزا منزلها في شارع دي ميروميسنيل 125، في حي دي رول، حيث أقامت العديد من حفلات الاستقبال وشغلت المسرحيات.
أثناء صعود  حكومة الجمهورية الفرنسية الأولى، أقامت هي وشقيقها لوسيان صالونًا فنيًا وأدبيًا في فندق دي بريساك، حيث التقت بالصحفي لويس دي فونتانيس، الذي كانت تربطها به صداقة عميقة لعدة سنوات. في 14 مايو 1800، عند وفاة كريستين بوير، زوجة لوسيان الأولى، أخذت إليزا ابنتي لوسيان تحت حمايتها لتربيهما. سجلت شارلوت، الابنة الكبرى، في مدرسة مدام كامبان الداخلية للشابات في سن جرمن آن له.
في بداية نوفمبر 1800، نُقل لوسيان من وظيفته كوزير للداخلية إلى مدريد كسفير فرنسي في الملكية في إسبانيا. تولى زوج إليزا، فيليتشي باسكالي باتشوكي، منصب سكرتيرته. بقيت إليزا في باريس، لكنها استمرت في مراسلة شقيقها بانتظام.